# Ge Hong
Ge Hong (葛洪S), il suo nome di cortesia è Zhichuan (稚川), noto anche con lo pseudonimo di Baopuzi (抱朴子S) (Jurong, 283 – Jurong, 343), è stato uno scrittore, filosofo e politico cinese, taoista, descrisse i principii della spiritualità e dell'immortalità propri dell'alchimia, trovandone i legami tradizionali con quanto di conosciuto del Taoismo e con il Confucianesimo praticato dal popolo. Descrisse lo stato della Tradizione tramandata dall'uomo, evidenziando i limiti propri di ogni particolare scuola di pensiero nell'esprimerne la conoscenza, operandone quindi una sintesi e una ricostruzione..

## Biografia

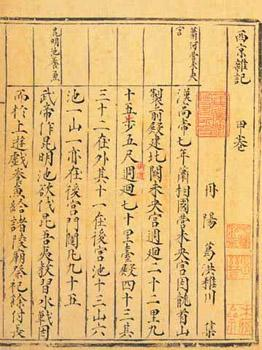
Biografia di Ge Hong negli annali locali

Ge Hong provenne da una ricca famiglia, nella quale sia suo nonno sia suo padre lavorarono come alti ministri per lo stato di Wu, che governava la Cina sud-orientale dal 220 al 280.
Dopo la morte di suo padre, nel 296, Ge Hong cadde in miseria, e perse la possibilità di consultare la vasta biblioteca della sua famiglia. Per educarsi e istruirsi iniziò a leggere e studiare libri, dai classici confuciani a quelli filosofici, oltre che diventare un allievo del maestro delle arti alchemiche, dell'astrologia, della musica, Zheng Yin (鄭 隱), di cui resterà discepolo per più di quindici anni.
Ge Hong da giovane effettuò una brillante carriera militare, raggiungendo il grado di generale nel 305, prima di diventare consigliere militare a Canton, una città portuale della Cina meridionale.
Dopo di che visse per otto anni nel vicino monte Luofu, dove scrisse la sua opera principale il cui titolo Pao-p'u tzu ("Il Maestro che abbraccia la natura"), derivò dallo pseudonimo che si era scelto.
Nel 314, ritornò a Jurong (句容), dove conobbe un seguace taoista di nome Bao Qing (鮑靚) (260-330), che gli diede la figlia maggiore in moglie.
In seguito Ge Hong ottenne cariche e titoli importanti, come quello di marchese e nel 326, Wang Dao (276-339), il primo ministro, lo nominò consigliere militare. A cinquanta anni si stabilì dapprima a Canton e infine nel vicino monte Luofu dove si dedicò alle pratiche di immortalità fino alla sua morte, nel 343.

## Le opere e il pensiero filosofico

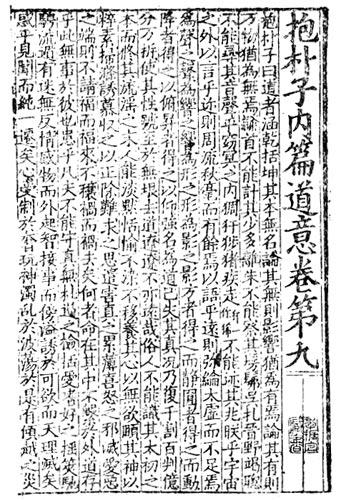
Una pagina del Baopuzi, pubblicata nel 1152

### Baopuzi
L'opera Baopuzi (抱朴子) è divisa in due parti: la prima, il Neipian (內篇), è dedicata alla ricerca dell'immortalità; la seconda, il Waipian (外篇), alla riconciliazione tra Taoismo e Confucianesimo, e alle soluzioni per i problemi sociali e politici del suo tempo.
Ge Hong non fu apprezzato dai confuciani, invece venne considerato un innovatore dai taoisti, perché diffuse alcune pratiche alchimistiche, oltre che la convinzione nel valore delle formule e dei talismani. La sua opera è stata considerata come parte fondamentale del canone taoista.
Il Baopuzi risultò importante per la storia delle scienze cinesi, perché ci spiega come gli alchimisti dell'epoca cercassero di realizzare la «droga dell'immortalità» dal cinabro, dal mercurio e dallo zolfo, ed è il più conosciuto e il più elevato degli antichi trattati cinesi sull'alchimia.
Probabilmente questi procedimenti alchemici si sono trasferiti in India e in seguito presso gli arabi, influenzando tutta l'alchimia dei secoli successivi.
Ge Hong attribuì un grande valore alla letteratura, assurgendo la scrittura come un atto di importanza sociale e politica che equivale all'azione virtuosa.

#### L'immortalità
L'opera Baopuzi rappresenta il Taoismo popolare della Cina medievale, che prevedeva la presenza di formule di alchimia, di prescrizioni di esercizi di igiene respiratoria e sessuale, la fabbricazione del cinabro.
Tutti questi esercizi, secondo le credenze taoiste, dovevano garantire al praticante l'immortalità.
Ge Hong credeva fermamente che chiunque potesse ottenere l'immortalità, indipendentemente dalla ricchezza, dalla posizione sociale e dalle divinità, grazie esclusivamente alla diligenza e determinazione.
Secondo Ge Hong tutte le cose dell'universo sono create ed animate dall'unità metafisica, xuan ("il mistero"), che è sinonimo delle parole dao ("la via", "la realtà ultima") e yi ("l'una", "l'unità"), quindi la chiave per l'immortalità è mantenere questa unità eterna dentro di sé, grazie alla conservazione dell'energia vitale, il Qi, senza legarsi ai desideri verso il mondo esterno. Conservando la quantità finita di Qi ottenuta alla nascita, internamente si nutrire il corpo, esternamente si respingono le malattie. Il Qi si conserva tramite esercizi di respirazione, pratiche mentali come la meditazione e la visualizzazione, tecniche sessuali, ginnastica ritmica, restrizioni dietetiche e l'ingestione di medicine a base di erbe, che vanno combinati assieme. Oltre all'immortalità questi esercizi potrebbero anche concedere ai loro praticanti poteri soprannaturali, come curare malattie, resuscitare i morti, vedere il futuro e l'invisibilità, anche se per ottenere l'immortalità è necessario assumere medicinali alchemici, a base di cinabro e oro, che sono sostanze imperiture e se ingerite rendono il corpo imperituro.

#### Taoismo e Confucianesimo
Ge Hong cercò di riconciliare Confucianesimo e Taoismo, dato che si occupano di aspetti differenti della vita: il Confucianesimo del mondo esterno ed il Taoismo del mondo interiore, e quindi perseguire il proprio spirito per l'immortalità consente, contemporaneamente, di saper governare bene un Paese, e di migliorare i rapporti umani.
Tuttavia il Taoismo, secondo Ge Hong, è ancora più importante del Confucianesimo, come dimostra la storia del passato, quando i re saggi seguivano il Tao e la gente era impeccabile, così come i processi naturali. Quando i re successivi non seguirono più il Tao, tutto è peggiorato e solamente allora il Confucianesimo fu introdotto per migliorare questa situazione non buona.
Il collegamento fra Taoismo e Confucianesimo, secondo Ge Hong nasce perché per prolungare la propria vita bisogna essere moralmente puri, e quindi è necessario seguire le virtù confuciane, tra le quali la lealtà, la filialità, l'obbedienza, la benevolenza, l'altruismo.
Ge Hong nel suo libro ha quantificato il valore delle azioni umane buone o cattive, affermando il numero di giorni sottratti alla vita dei trasgressori, elencando i peccati possibili, quasi tutti ispirati al Confucianesimo, enumerando i benefici ottenuti dalle buone azioni.
Inoltre Ge Hong sostenne anche l'importanza e la naturalezza della gerarchia, che impedisce agli uomini di aggredirsi l'uno con l'altro per contendersi le risorse, ed è naturale come gli elementi del cosmo, così come il cielo è sopra e la terra è sotto, anche tra gli uomini ci sono persone più importanti e devono essere servite dai loro inferiori.
Il Confucianesimo doveva, infine, essere integrato con un buon sistema di leggi chiare, esplicite ed eque, che prevedano ricompense generose e punizioni dure, per limitare sia i comportamenti cattivi sia l'oppressione dei deboli; ecco l'importanza di una preparazione nelle discipline legali e amministrative per i funzionari, oltre che un sistema di selezione dei futuri funzionari basato su esami, per verificarne la loro capacità.

### Altre opere
Ge Hong scrisse anche un'opera di narrativa, intitolata Hsi-ching tsa-chi ("Vari ricordi della capitale occidentale"), oltre a iscrizioni di pietra, odi, poesie, rapsodie, testi militari, proclami, manifesti, memoriali, le raccolte biografiche Shenxianzhuan (神仙傳) e Yixianzhuan (隱逸傳), la farmacopea Jingui yaofang (金匱藥方) e un'enciclopedia medica.